# Volcán Antuco

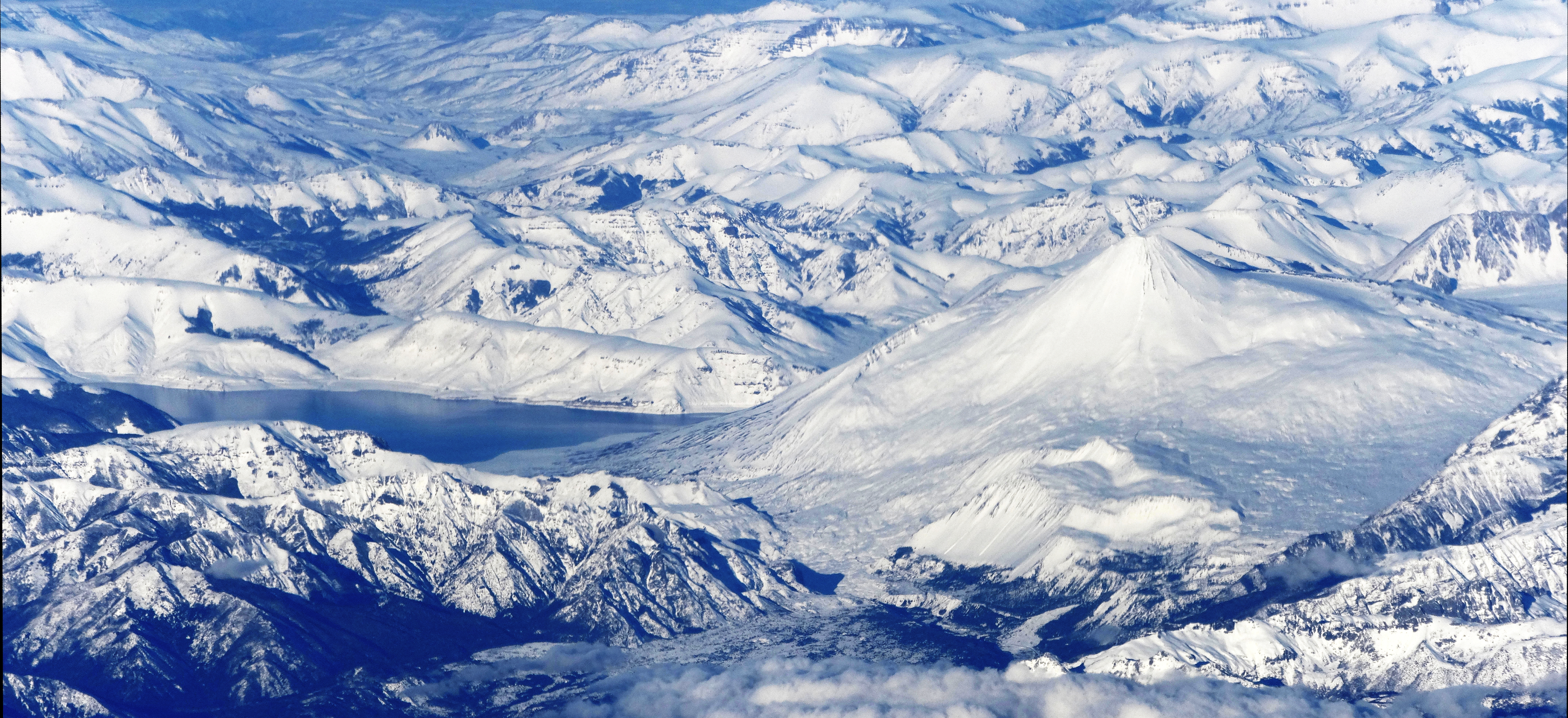
El Volcán Antuco y la Laguna del Laja vistos desde el oeste.

El volcán Antuco (del mapudungun, antu, sol; y ko, agua; "agua del sol") es un estratovolcán ubicado en la comuna homónima, región del Bío-Bío, Chile. Se encuentra dentro del parque nacional Laguna del Laja, en la ribera suroeste de la laguna Laja, a noventa kilómetros al este de Los Ángeles.
Además, en sus faldas se encuentra el centro de esquí Antuco.
Ocupa el lugar 8 del ranking de peligrosidad de los volcanes activos chilenos, elaborado por el Servicio Nacional de Geología y Minería, y es vigilado por el Observatorio Vulcanológico de los Andes del Sur.

## Geología y erupciones

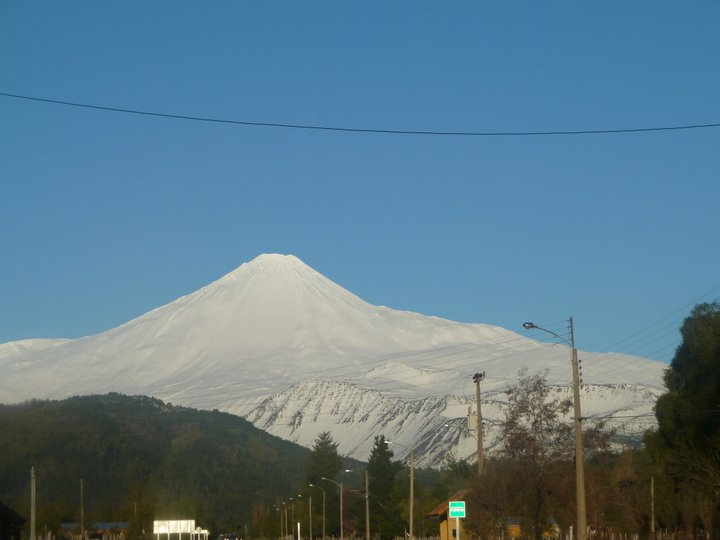
Volcán Antuco en invierno.

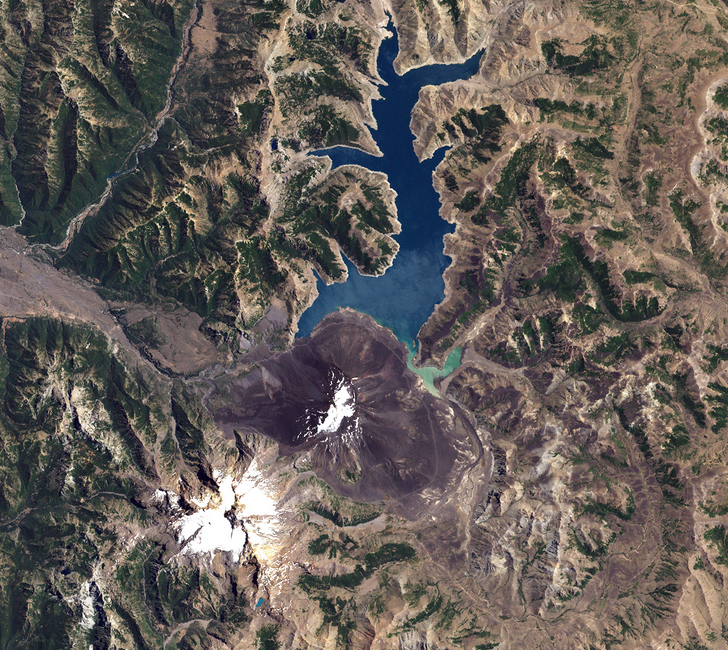
Imagen satelital del volcán Antuco, tomada por Landsat 7 el 27 de enero de 2007.

El Antuco es un estratovolcán mixto (formado por capas intercaladas de lava y piroclastos), de composición fundamentalmente basáltica y andesítico-basáltica, cuya actividad se inició a comienzos del Pleistoceno superior, hace aproximadamente 130 mil años. Consta de dos unidades principales: un primer edificio volcánico, denominado volcán Laja o «el gran cono» (Antuco 1), que culminó con la formación de un anfiteatro y un cono central posterior (Antuco 2), el cual se desarrolló en su interior.
Antuco 1 consiste en un cono de más de 2000 m s. n. m. y un diámetro basal de doce kilómetros de diámetro, edificado sobre un sustrato de rocas estratificadas miocenas y materiales volcánicos de la vecina Sierra Velluda.
Su evolución  culminó, a comienzos del Holoceno, con el colapso lateral del edificio, que alcanzaba aproximadamente 3200 m s. n. m., y que dejó truncado su cono con un anfiteatro de cuatro kilómetros de diámetro abierto hacia el oeste, en forma de herradura. El colapso fue el resultado de una violenta erupción, aparentemente freatomagmática, ocurrida hace 9700 años (± 600 años).
Este evento se habría debido a una sucesión de violentas explosiones causadas por la interacción de magma y agua a niveles relativamente superficiales (lago cratérico, infiltración de agua de la primitiva laguna Laja y/o un importante nivel freático). Provocó una voluminosa avalancha que descendió, a lo menos, cuarenta kilómetros por el valle del río Laja (hasta el sector de Villa Mercedes), y represó la laguna Laja hasta niveles de aproximadamente cien metros sobre su cota actual. Además, estuvo acompañada por descargas sucesivas y laterales de flujos piroclásticos turbulentos de tipo oleadas, compuestas por cenizas basálticas, las cuales dieron lugar a las Arenas Negras de Trupán-Laja, que alcanzan hasta cuarenta metros de espesor.
Con posterioridad a esta fase catastrófica, la actividad volcánica continuó en el interior del anfiteatro, edificándose el cono actual, Antuco 2, además de varios centros menores adventicios.
Asociados al Antuco 2, continuaron sucediéndose en el valle superior del río Laja, coladas de lavas, flujos de detritos, lahares e incluso depósitos de flujos piroclásticos, hoy descompuestos, con restos carbonosos datables por el método radiocarbónico, pero no hay antecedentes acerca de su frecuencia. Estos demuestran la ocurrencia de erupciones explosivas del Antuco durante el Holoceno.
Por otra parte, durante su corto registro de erupciones históricas (sólo desde 1739), el volcán Antuco revela un comportamiento, al parecer, muy tranquilo de tipo estromboliano, emitiendo a través de su cráter central, conos adventicios y fisuras laterales, coladas de tipo aa en forma radial al volcán, piroclastos escoriáceos y lahares menores.
El volcán ha presentado, al menos, diecisiete erupciones en tiempos históricos, siendo la primera en 1739 y la última en 1911, lo cual implica 172 años de registro, con una frecuencia eruptiva de alrededor de diez años.
El peor escenario documentado de una erupción del Antuco, corresponde a la del 1 de febrero de 1820, cuando se generó un gran lahar frío que escurrió hacia el valle del río Laja. Por otra parte, en 1752 una erupción formó los campos de lava en el flanco norte del volcán, que actualmente son atravesados por el camino internacional hacia el paso Pichachén, en tanto que en 1853 una gran erupción fisural elevó el nivel de la laguna Laja en veinte metros debido al apresamiento en el sector del desagüe.
En la actualidad, sólo presenta actividad fumarólica débil desde un pequeño cono piroclástico alojado en el cráter principal, denominado Sombrerito.

## Historia
En 1624, el cronista jesuita Diego de Rosales describió por primera vez una erupción en territorio chileno, en el denominado volcán de Angol, que se cree que actualmente corresponde al Antuco. Según Rosales, el fenómeno duró más de ocho días, y estuvo acompañado de espesas nubes de ceniza y grandes emisiones de piedras, azufre y pómez.
El volcán Antuco es históricamente conocido, por cuanto se utilizaba el «paso de Antuco» para traficar diversos productos desde y hacia la pampa argentina, siendo uno de los primeros relatos la travesía de Luis de la Cruz desde Concepción a Buenos Aires en 1806. Este paso adjunto al volcán, conectaba con la laguna Laja que más arriba accedía al valle de Los Pinos, el que permitía cruzar los pasos cordilleranos de Copulhue, Pichachén y Picunleo en dirección al alto Neuquén.
La primera ascensión del Antuco, llevada a cabo en 1829 por el alemán Eduard Poeppig y un arriero chileno anónimo, es considerada el inicio del montañismo en Chile. El propio Poeppig describió una erupción ocurrida la mañana del 18 de diciembre de 1828, cuya espesa y negra columna de cenizas alcanzó 3180 pies (969 metros) de altura sobre el cráter, y se disipó luego de tres horas.
Años después, el naturalista francés Claudio Gay también subió hasta su cumbre. En su Atlas de la historia física y política de Chile, incluyó dos ilustraciones con el Antuco en actividad, una de ellas con fecha 1 de marzo de 1839 y que describió como una «erupción de gas».

### Tragedia de Antuco[8]

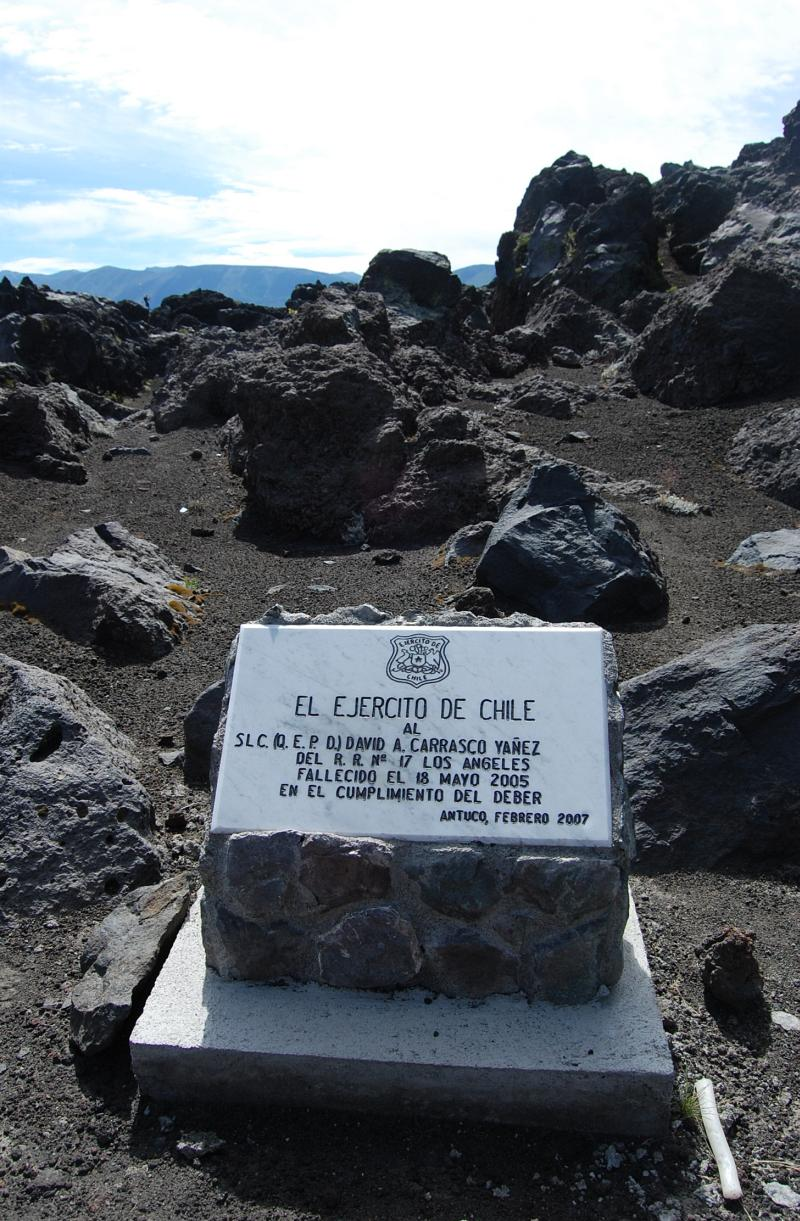
Una de las placas recordatorias de los mártires de la tragedia de Antuco.

En abril de 2005, un grupo de 400 jóvenes ingresó al Regimiento Reforzado n.º 17 "Los Ángeles" en la ciudad homónima para cumplir con el servicio militar obligatorio, la mayoría de los cuales optó por la vía voluntaria. La gran novedad de ese año fue la incorporación, por primera vez en su historia, de un contingente femenino.
Dentro del proceso formativo, la unidad militar trasladó a los conscriptos hacia la zona de Los Barros, al interior de la comuna de Antuco y al noreste del volcán homónimo, en plena cordillera de los Andes.
El 18 de mayo de 2005, dos de las cinco compañías que realizaban su proceso de formación básica, Morteros y Andina, iniciaron la marcha de retorno desde Los Barros hasta el refugio de La Cortina, de veinte kilómetros de extensión. En la víspera, las compañías de Cazadores y de Plana mayor y Logística realizaron la misma marcha.
Sin embargo, aquel día las condiciones atmosféricas empeoraron de manera abrumadora. Los reclutas, sin la indumentaria ni la preparación adecuada, se enfrentaron a una brutal tormenta de viento blanco con temperaturas de hasta −25 °C.
Al mando de la tropa estaba el mayor Patricio Cereceda, quien impartió la orden de marcha. En el proceso judicial, se estableció que no recibió los partes meteorológicos que advertían de un sistema frontal que afectaría a la región.
Los medios de comunicación informaron inicialmente el volcamiento de un camión en la zona cordillerana, con dos soldados fallecidos. Había completo hermetismo del Ejército de Chile, pero si bien se reconoció que los soldados estaban desaparecidos, la información oficial no daba cuenta de víctimas fatales. Los familiares de los uniformados se agolparon en el regimiento en busca de respuestas.
Las comunicaciones del hecho se concentraron en Valdivia, sede de la III División de Montaña, pero la presión ciudadana hizo que el entonces comandante en jefe del Ejército, el general Juan Emilio Cheyre, viajara al día siguiente a Los Ángeles. No se habló de soldados desaparecidos, sino que de efectivos dispersos en la montaña.
Luego de diez horas de infernal caminata, algunos integrantes de la compañía Monteros lograron llegar al refugio La Cortina, que se encontraba en precarias condiciones. Por su parte, la compañía Andina alcanzó las instalaciones abandonadas del refugio de la Universidad de Concepción.
Pese a las labores de búsqueda, éstas no fueron desarrollándose con la rapidez que se deseaba, extendiéndose el rescate de los cadáveres hasta el 6 de julio de 2005. Para estas tareas se utilizaron sofisticados equipos, dado que algunos cuerpos quedaron sepultados por la nieve a más de cuatro metros.
45 muertos (44 soldados y un sargento segundo) y 77 sobrevivientes fue el saldo de una de las mayores tragedias del Ejército chileno en tiempos de paz. De los fallecidos, 31 pertenecían a la compañía Morteros, y catorce a Andina.
Algunos de los soldados que marcharon y que sufrieron daños psicológicos, sólo siguieron su conscripción hasta octubre de 2005. El resto fue licenciado por parte del regimiento en los meses siguientes.